# Trigonopterus asterix
Espèce
Trigonopterus asterix est une espèce de coléoptères de la famille des Curculionidae et du genre Trigonopterus. Elle a été découverte sur l'île de Célèbes, dans le Sulawesi du Sud, et décrite en 2019 par Alexander Riedel (d).

## Description
L'holotype de Trigonopterus asterix, un mâle, mesure 2,68 mm, pour une taille variant entre  2,40 à 2,81 mm.

## Étymologie
Son nom spécifique, asterix, lui a été donné en référence à la bande dessinée française Astérix.

## Publication originale
- (en) Alexander Riedel et Raden Pramesa Narakusumo, « One hundred and three new species of Trigonopterus weevils from Sulawesi », ZooKeys, Sofia, Pensoft Publishers (d), vol. 828,‎ 7 mars 2019, p. 1–153 (ISSN 1313-2989 et 1313-2970, OCLC 248547717, PMID 30940991, PMCID 6418079, DOI 10.3897/ZOOKEYS.828.32200, lire en ligne).